# Millesimo (vino)

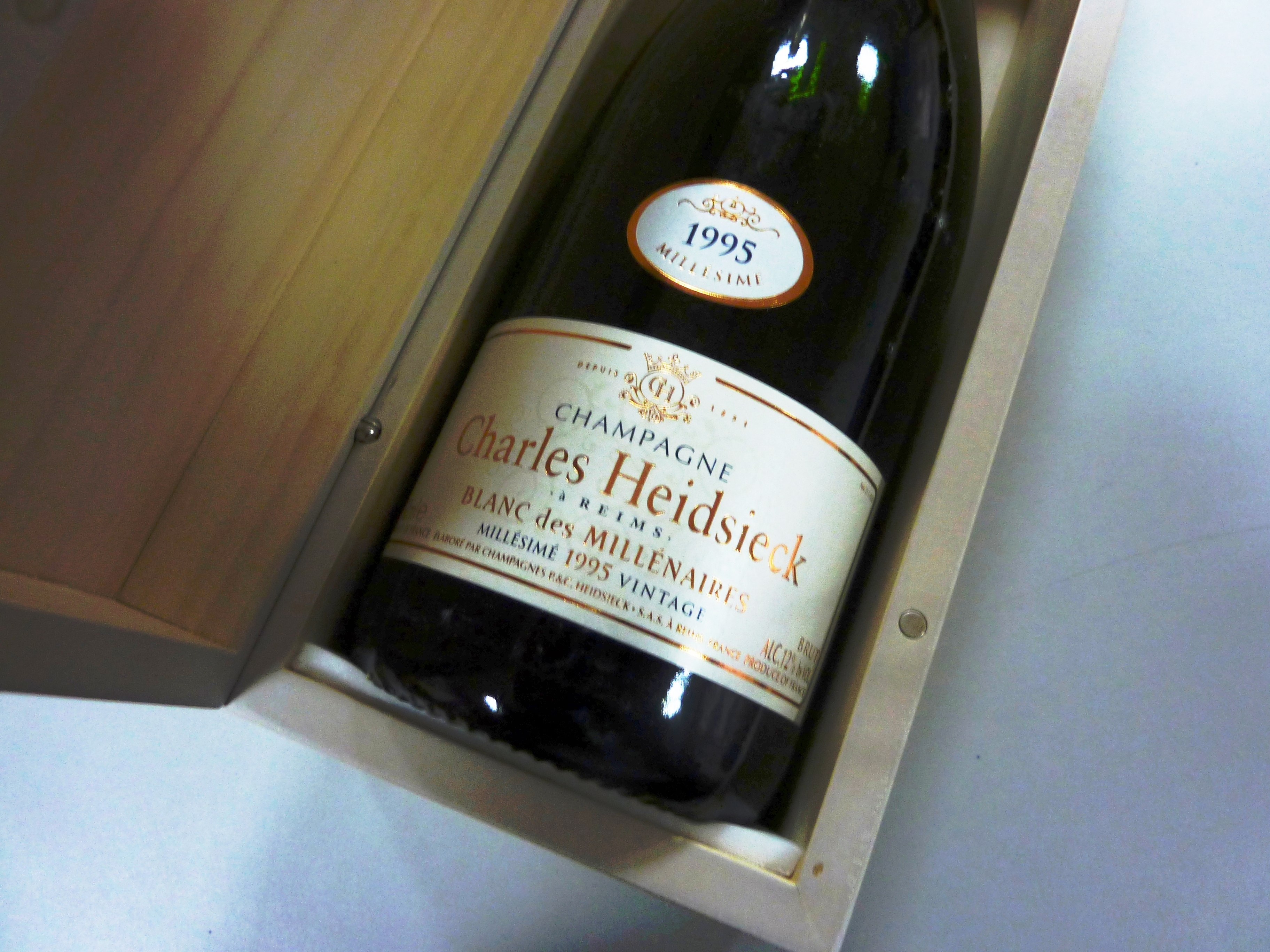
Millesimo

Con il termine millesimo si indica l'annata (ovvero l'anno) in cui è stata effettuata la vendemmia.

## Descrizione
Un vino che riporta in etichetta il millesimo è detto "millesimato". La legge e, nel caso dei vini DOP e IGP, i disciplinari prescrivono la percentuale minima di vino di una determinata annata per poter riportare in etichetta il millesimo corrispondente, solitamente l'85%. Non è perciò detto che il prodotto sia stato vinificato esclusivamente con uve vendemmiate nel rispettivo anno.
Spesso un produttore decide di "millesimare" quando l'annata ha conseguito un risultato ottimo, se non eccellente. Tipico esempio è il caso degli spumanti, ma vale per i "grandi vini" in generale. Se l'annata non è stata al di sopra di un certo livello, si può usare il vino corrispondente nelle miscele di vini diversi, oppure "declassarlo" per fare prodotti meno prestigiosi o retrocederlo nella classificazione.